# Béréziat

Béréziat este o comună în departamentul Ain din estul Franței.